# Mevagissey
Mevagissey är en ort och civil parish i Storbritannien.   Den ligger i grevskapet Cornwall och riksdelen England, i den södra delen av landet, 400 km väster om huvudstaden London. Mevagissey ligger 10 meter över havet och antalet invånare är 2 270.
Terrängen runt Mevagissey är huvudsakligen platt, men norrut är den kuperad. Havet är nära Mevagissey åt sydost.  Närmaste större samhälle är St Austell, 7,8 km norr om Mevagissey. 